# Wacław Urban
Wacław Urban (ur. 28 czerwca 1930 w Niwce, zm. 25 maja 2009 w Krakowie) – polski historyk, profesor nauk humanistycznych.

## Życiorys
Był synem Jana, inżyniera górnictwa, i pochodzącej ze szlacheckiej rodziny Czarnockich Janiny. Wykształcenie podstawowe otrzymał w rodzinnym domu. Uzupełnił je w trakcie wojny na tajnych kompletach w Siennicy. W 1948 roku zdał maturę w liceum matematyczno-przyrodniczym w Dąbrowie Górniczej. Rozpoczął następnie, wbrew woli rodziców, którzy chcieli posłać go na medycynę, studia historyczne na Uniwersytecie Jagiellońskim, które ukończył w 1952. Rozprawę doktorską pt. Chłopi wobec reformacji w Małopolsce w drugiej połowie XVI wieku obronił w 1957 roku na Wydziale Filozoficzno-Historycznym UJ. W 1967 uzyskał stopień naukowy doktora habilitowanego w oparciu o pracę Studia z dziejów antytrynitaryzmu na ziemiach czeskich i słowackich w XVI i XVII wieku. Dysertacja ta została wyróżniona nagrodą Ministerstwa Oświaty i Szkolnictwa Wyższego. W 1978 roku otrzymał tytuł naukowy profesora nauk humanistycznych.
Początkowo prowadził działalność dydaktyczną na Uniwersytecie Jagiellońskim. W 1970 roku podjął pracę na stanowisku docenta w Wyższej Szkole Nauczycielskiej w Kielcach, przekształconej następnie w Wyższą Szkołę Pedagogiczną i Akademię Świętokrzyską. Wraz z Zenonem Guldonem zorganizował w WSN Samodzielny Zakład Historii, którego w 1974 roku został kierownikiem. Po jego przekształceniu w Instytut Historii w 1976, funkcję tę sprawował jeszcze do 1981 roku. W latach 1972–1978 był zaś prorektorem kieleckiej uczelni. W 1978 roku objął stanowisko profesora nadzwyczajnego, zaś w 1994 roku – profesora zwyczajnego. W trakcie swojej akademickiej kariery odbył nadto trzy zagraniczne staże. Najpierw przebywał w Czechosłowacji (1959–1960), a później na Węgrzech (1967) i w roku 1980 w Republice Federalnej Niemiec.
Był uczniem Kazimierza Lepszego. Zajmował się przede wszystkim historią kultury i religii okresu renesansu. Specjalizował się w unitarianizmie czeskim, historii wsi polskiej i dziejach reformacji w środkowo-wschodniej Europie. W ramach wielkonakładowej serii „Dzieje Narodu i Państwa Polskiego” opublikował Epizod reformacyjny (1988). Stale współpracował z Polskim Słownikiem Biograficznym, w którym zamieścił ok. 50 życiorysów. Łącznie opublikował blisko 600 prac. Był członkiem Kieleckiego Towarzystwa Naukowego i Radomskiego Towarzystwa Naukowego. Odznaczony został Krzyżem Kawalerskim Orderu Odrodzenia Polski.

## Wybrane publikacje
- Poddani szlacheccy w województwie krakowskim w drugiej połowie XVIII wieku i ich opór antyfeudalny, Wrocław 1958
- Chłopi wobec reformacji w Małopolsce w drugiej połowie XVI w., Kraków 1959
- Wieś podkrakowska w dobie nowożytnej. Dzieje Bibic w latach 1475–1918, Kielce 1976
- Epizod reformacyjny, Kraków 1988 (Dzieje Narodu i Państwa Polskiego)
- Dwa szkice z dziejów reformacji, Kielce 1991